# Bermudes aux Jeux olympiques d'été de 2012
Les Bermudes participent aux Jeux olympiques d'été de 2012 (du 27 juillet au 12 août), à Londres au Royaume-Uni, pour la 17e fois lors de Jeux d'été.

## Athlétisme
Les athlètes des Bermudes ont jusqu'ici atteint les minima de qualification dans les épreuves d'athlétisme suivantes (pour chaque épreuve, un pays peut engager trois athlètes à condition qu'ils aient réussi chacun les minima A de qualification, un seul athlète par nation est inscrit sur la liste de départ si seuls les minima B sont réussis), :
Hommes
| Athlète      | Épreuve          | Qualifications | Qualifications | Finale   | Finale |
| Athlète      | Épreuve          | Distance       | Rang           | Distance | Rang   |
| ------------ | ---------------- | -------------- | -------------- | -------- | ------ |
| Tyrone Smith | Saut en longueur | 7.97 (MS)      | 10             | 7.70     | 12     |

Femmes
| Athlète      | Épreuve          | Qualifications | Qualifications | Finale   | Finale |
| Athlète      | Épreuve          | Distance       | Rang           | Distance | Rang   |
| ------------ | ---------------- | -------------- | -------------- | -------- | ------ |
| Arantxa King | Saut en longueur | 6.40           | 13             | -        | -      |

## Équitation

### Saut d'obstacles
| Athlète          | Cheval                | Compétition | Qualification | Qualification | Qualification | Qualification | Qualification  | Qualification | Qualification | Qualification | Finale    | Finale   | Finale    | Finale   | Finale   | Total     | Total |
| Athlète          | Cheval                | Compétition | 1er tour      | 1er tour      | 2e tour       | 2e tour       | 2e tour        | 3e tour       | 3e tour       | 3e tour       | Finale A  | Finale A | Finale B  | Finale B | Finale B | Total     | Total |
| Athlète          | Cheval                | Compétition | Pénalités     | Rang          | Pénalités     | Total         | Rang           | Pénalités     | Total         | Rang          | Pénalités | Rang     | Pénalités | Total    | Rang     | Pénalités | Rang  |
| ---------------- | --------------------- | ----------- | ------------- | ------------- | ------------- | ------------- | -------------- | ------------- | ------------- | ------------- | --------- | -------- | --------- | -------- | -------- | --------- | ----- |
| Jillian Terceira | Bernadien van Westuur | Individuel  | 1             | 33e           | 8             | 9             | 47e (éliminée) | -             | -             | -             | -         | -        | -         | -        | -        | -         |       |

## Natation
Les nageurs des Bermudes ont jusqu'ici atteint les minima de qualification dans les épreuves suivantes (au maximum 2 nageurs peuvent être qualifiés s'ils ont réussi les minima olympiques et un seul nageur pour les minima propres à chaque sélection), :
| Athlète   | Épreuve         | Séries | Séries | Demi-finales | Demi-finales | Finale | Finale |
| Athlète   | Épreuve         | Temps  | Rang   | Temps        | Rang         | Temps  | Rang   |
| --------- | --------------- | ------ | ------ | ------------ | ------------ | ------ | ------ |
| Roy Burch | 50 m nage libre | 22.47  | 24     | -            | -            | -      | -      |

## Triathlon
| Athlètes          | Compétition | Natation (1,5 km) | Transition 1 | Vélo (40 km)    | Transition 2 | Course (10 km) | Temps           | Résultat |
| ----------------- | ----------- | ----------------- | ------------ | --------------- | ------------ | -------------- | --------------- | -------- |
| Hommes            |             |                   |              |                 |              |                |                 |          |
| Tyler Butterfield | Hommes      | 18 min 58 s       | 38 s         | 58 min 42 s     | 32 s         | 31 min 52 s    | 1 h 50 min 32 s | 34e      |
| Femmes            |             |                   |              |                 |              |                |                 |          |
| Flora Duffy       | Femmes      | 19 min 28 s       | 40 s         | 1 h 11 min 07 s | 34 s         | 37 min 08 s    | 2 h 8 min 54 s  | 45e      |

## Voile
| Athlète                           | Compétition | Régate 1 | Régate 2 | Régate 3 | Régate 4 | Régate 5 | Régate 6 | Régate 7 | Régate 8 | Régate 9 | Régate 10 | Régate 11 | Régate 12 | Régate 13 | Régate 14 | Régate 15 | Total net | Total net | Medal Race | Total | Rang |
| Athlète                           | Compétition | Score    | Score    | Score    | Score    | Score    | Score    | Score    | Score    | Score    | Score     | Score     | Score     | Score     | Score     | Score     | Score     | Rang      | Score      | Total | Rang |
| --------------------------------- | ----------- | -------- | -------- | -------- | -------- | -------- | -------- | -------- | -------- | -------- | --------- | --------- | --------- | --------- | --------- | --------- | --------- | --------- | ---------- | ----- | ---- |
| Alexander Kirkland Jesse Kirkland | 49er        | 21 (DNF) | 19       | 18       | 21 (DNF) | 21 (DNF) | 12       | 6        | 21 (DNF) | 6        | 10        | 12        | 19        | 2         | 19        | 18        | 204       | 19e       | -          | -     | -    |